# San Giovanni Battista de La Salle (titre cardinalice)
 (octobre 2023).
Si vous disposez d'ouvrages ou d'articles de référence ou si vous connaissez des sites web de qualité traitant du thème abordé ici, merci de compléter l'article en donnant les références utiles à sa vérifiabilité et en les liant à la section « Notes et références ».
Le titre cardinalice de San Giovanni Battista de La Salle est érigé par le pape François le 30 septembre 2023 et rattaché à l’église homonyme consacrée en 2009 dans le quartier de l’EUR.

## Titulaires
- Stephen Chow Sau-yan (depuis le 30 septembre 2023)